# Спориш пісколюбний
Спориш пісколюбний (Polygonum arenastrum) — вид рослин родини гречкові (Polygonaceae), поширений у Європі, Азії, Алжирі, Тунісі; натуралізований у Канаді, США, пн. Мексиці.

## Опис
Однорічна трава до 70 см завдовжки; утворює щільні килимки. Стебла розпростерті або ± лежачі, рідко підняті, голі, сильно розгалужені, листяні, стають трохи деревними на основі. Листки всі подібні, субсидячі, 5–15 × 2–6 мм, від еліптичних до еліптично-ланцетних, гострі на верхівці. Листові піхви сріблясті, принаймні, у верхній частині, довжиною 3–5 мм. Квітки на коротких ніжках, в пахвових пучках по 2–4 квітів, оточені листовими приквітками. Оцвітина 1.5–2 × 2.5–3 мм, 5-листочкова, квіткові листочки зеленуваті з білими або рожевими полями, принаймні удвічі більші, ніж трубка оцвітини. Тичинок 6, завдовжки з оцвітину. Зав'язь 1–1.5 × 1.5–2 мм. Плід тьмяний, але іноді блищить на краях, довжиною 2–2.5 мм, тригональний, рідко лінзовидий.

## Поширення
Поширений у Європі (у т.ч. Україна), Азії, Алжирі, Тунісі; натуралізований у Канаді, США, пн. Мексиці.